# Duitse militaire begraafplaats in Pfaffenheck
De Duitse militaire begraafplaats in Pfaffenheck is een militaire begraafplaats in Rijnland-Palts, Duitsland. Op de begraafplaats liggen omgekomen Duitse militairen uit de Tweede Wereldoorlog. De begraafplaats bevindt zich nabij Pfaffenheck in de gemeente Nörtershausen op het gebied van de aangrenzende gemeente Boppard.

## Begraafplaats
Op de begraafplaats rusten meer dan driehonderd Duitse militairen, waarvan 186 leden van de Waffen-SS. Het merendeel van de slachtoffers kwam in maart 1945 om het leven.